# Amjad Khan
Amjad Khan (født 14. oktober 1980 i København) er en dansk / engelsk test cricketspiller. Han er højrehåndet ved battet og som kaster. Han spiller for engelske Kent.
I februar 2009 blev han inviteret til at erstatte skadede Andrew Flintoff på det engelske testcricketlandshold turne i Caribien og den 6. marts 2009 debuterede han på det engelske testcricketlandshold i en kamp mod et samlet caribisk testcricketlandshold.